# Endodermis

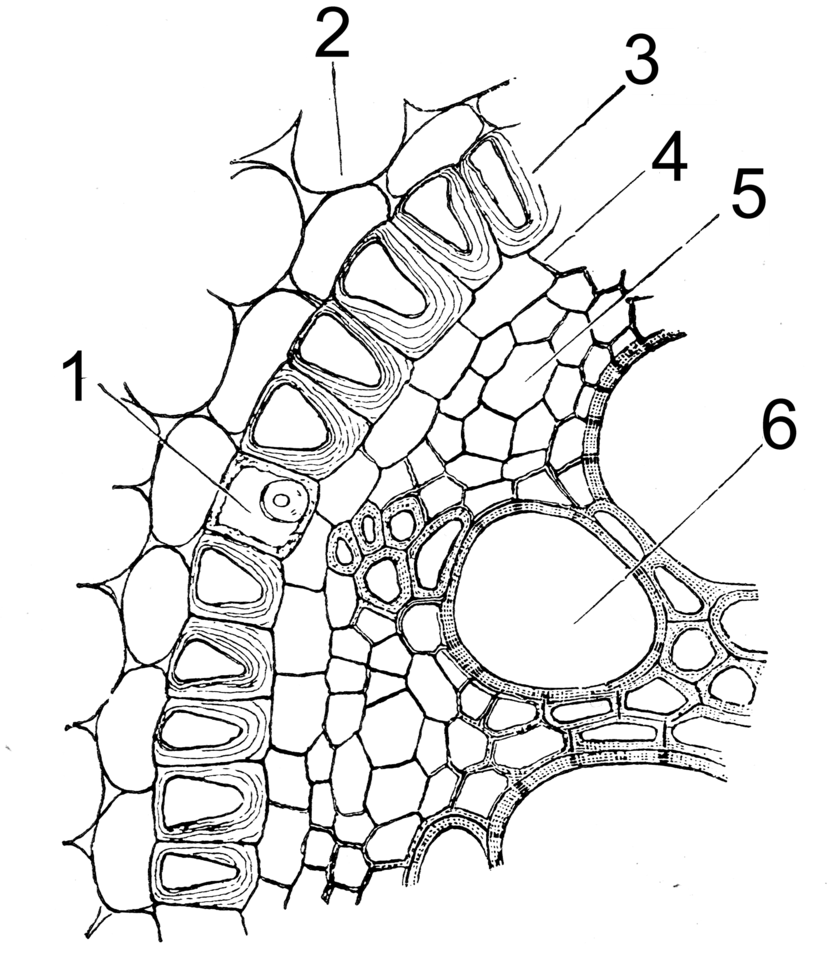
1.Célula de paso (Endodermis), 2.Célula del parénquima cortical (Córtex), 3.Células con engrosamiento en forma de U (Endodermis), 4.Células del periciclo, 5.Células del floema, 6.Elemento de vaso del xilema

En Botánica, la endodermis es una capa de células de la raíz, dispuestas de modo compacto, de aspecto parenquimático y se encuentra en la parte más interior del córtex, alrededor del tejido vascular. Las células que conforman la endodermis contienen una sustancia llamada suberina, la cual modifica la permeabilidad de la membrana, lo que le permite a la planta "filtrar" el agua que ingrese al tejido vascular. La suberina se dispone a modo de banda, cubriendo cuatro de las seis caras de la célula, y se la conoce como banda de Caspary. 
La suberina se dispone transversalmente en la capa de células que forman la banda, en la parte exterior y vía apoplasto queda delimitado el espacio libre de la raíz. Así, el agua sólo puede fluir hacia el centro de la raíz a través de la endodermis.
La banda de Caspary se inicia con:
1) la deposición de películas de sustancias fenólicas y grasas en la laminilla media entre las
paredes radiales de las células.
2) La pared primaria queda incrustada.
3) El grosor de la pared aumenta por la deposición de sustancias sobre la cara interna.
4) La membrana plasmática está fuertemente unida a la banda, constituyendo una barrera que
impide a la solución del suelo pasar por apoplasto, forzándola a través del citoplasma que es
selectivamente permeable (simplasto).
La endodermis divide el apoplasto de la raíz en dos compartimentos, lo que resulta muy conveniente para el desplazamiento selectivo de minerales y agua. Los iones presentes en la solución del suelo pueden difundir libremente en todo el córtex, pero no pueden atravesar la banda de Caspary. Para entrar al cilindro vascular, es decir a la corriente transpiratoria, deben
cruzar la membrana plasmática de una célula endodérmica, y así la planta controla qué iones pasan y qué iones son excluidos.
Cuando se produce el crecimiento secundario, con la formación profunda de peridermis, la endodermis es separada de la raíz con el córtex. Cuando la peridermis se forma superficialmente, la endodermis es estirada y aplastada o se acomoda a la expansión del cilindro vascular por divisiones anticlinales.